# Eupetomena
Eupetomena — рід серпокрильцеподібних птахів родини колібрієвих (Trochilidae). Представники цього роду мешкають в Південній Америці. Раніше їх відносили до роду Колібрі-шаблекрил (Campylopterus), однак за результатами молекулярно-філогенетичного дослідження 2014 року, яке показало поліфілітичність цього роду, вони були переведені до відновленого роду Eupetomena.

## Види
Виділяють два види:
- Колібрі-шаблекрил вилохвостий (Eupetomena macroura)
- Колібрі-шаблекрил бронзовий (Eupetomena cirrochloris)

## Етимологія
Наукова назва роду Eupetomena походить від сполучення слів дав.-гр. ευ — добрий і πετομενος — літаючий.